# 俄羅斯-2
俄羅斯-2（俄语：Россия-2）是全俄國家電視廣播公司一條已經不復存在的電視頻道，於2003年6月22日正式開播。這條頻道主要播放各類體育節目，並在2015年11月1日結束廣播，由「俄氣媒體」（Газпром-Медиа）旗下的「比賽電視台」（Матч ТВ）繼承上述頻道功能。